# Greenville, Pennsylvania
Greenville là một thị trấn thuộc quận Mercer, tiểu bang Pennsylvania, Hoa Kỳ. Năm 2010, dân số của thị trấn này là 5919 người.